# 艾弗里 (俄克拉荷馬州)
艾弗里（英語：Avery）是一座位於美國俄克拉荷馬州林肯縣的鬼鎮，于1902年9月16日至1957年8月26日擁有一座郵政局。在芒德城成立，在鐵路經社區修建后以東俄克拉荷馬鐵路工人艾弗里·特爾納（英語：Avery Turner）更爲現名。

## 外部鏈接
- 鬼鎮艾弗里介紹 （页面存档备份，存于）
- Oklahoma Digital Maps: Digital Collections of Oklahoma and Indian Territory
- "Ghost town of Avery, Oklahoma." （页面存档备份，存于） Accessed February 2, 2017.